# 중간수
중간수는 1부터 n−1까지의 자연수의 합과 n+1부터 k까지의 자연수의 합을 같게 만드는 자연수 k가 존재하는 자연수 n이다. 즉, n이 상수인 자연수일 때 다음과 같은 k에 대한 방정식의 자연수 해가 존재할 때 n을 중간수라고 한다.
{\displaystyle \sum _{i=1}^{n-1}{i}=\sum _{i=n+1}^{k}{i}}

## 예
- 1+2+3+4+5=15이고 7+8=15이므로 6은 중간수이다.
- 1+2+...+34=595이고 36+37+...+49=595이므로 35는 중간수이다.